# (2710) Veverka
(2710) Veverka (1982 FQ; 1974 CF; 1976 UH17; 1976 WQ) ist ein Asteroid des inneren Hauptgürtels, der am 23. März 1982 vom US-amerikanischen Astronomen Edward L. G. Bowell am Lowell-Observatorium, Anderson Mesa Station (Anderson Mesa) in der Nähe von Flagstaff, Arizona (IAU-Code 688) entdeckt wurde. Er gehört zur Nysa-Familie, einer Gruppe von Asteroiden, die nach (44) Nysa benannt ist.

## Benennung
(2710) Veverka wurde nach dem Astronomen Joseph Veverka benannt, der als Planetologe an der Cornell University tätig war. Als einer der ersten, der polarimetrische und photometrischen Eigenschaften von Asteroiden untersuchte, leistete er wesentliche Beiträge zu unserem Wissen über kleine Objekte im Sonnensystem, insbesondere in seinen detaillierten Arbeiten zu Phobos und Deimos. Er untersuchte die Morphologie und Windbewegung auf der Oberfläche des Mars und war ein starker Befürworter von Weltraummissionen zu Kometen.